# Godflesh (EP)
Albums de Godflesh
Streetcleaner
(1989)
Godflesh est le premier enregistrement homonyme de Godflesh, l'un des groupes de metal industriel les plus influents. Il est initialement sorti en 1988 par Swordfish Records, et a été réédité plus tard par Earache Records avec deux titres supplémentaires.
Parfois éclipsé à cause de l'impact du premier album, Streetcleaner, cet EP éponyme est peut-être tout aussi influent et important dans la scène metal industriel. Apprécié pour son originalité et son innovation lo-fi basée sur la production progression[Quoi ?] de sons. Influencée par des groupes comme Swans (à leurs débuts) et Throbbing Gristle, la musique se caractérise par de très lourdes guitares et des basses discordantes, des boîtes à rythmes agressives et la voix agressive de Justin Broadrick.
Musicalement, les riffs lents et généralement très lourds de l'album sont pratiquement aux antipodes du travail de Broadrick au sein du groupe Napalm Death, défini plutôt comme du grindcore. Godflesh, comme sur d'autres albums, délivre ici une musique plutôt proche du sludge metal.

## Liste des titres
1. "Avalanche Master Song" – 5:14
2. "Veins" – 4:30
3. "Godhead" – 5:02
4. "Spinebender" – 5:08
5. "Weak Flesh" – 4:24
6. "Ice Nerveshatter" – 6:31
7. "Wounds" (titre bonus sur la réédition) – 13:06
8. "Streetcleaner 2" (titre bonus sur la réédition) – 8:42

## Personnel
- G. C. Green - basse
- Justin Broadrick - guitare, chant
- Machine - batterie